# 489 Комачіна
489 Комачіна (489 Comacina) — астероїд головного поясу, відкритий 2 вересня 1902 року Луіджі Карнерою у Гейдельберзі.
Тіссеранів параметр щодо Юпітера — 3,167.